# 赤井恒茂
赤井 恒茂 （あかい つねしげ、生没年不詳）は、明治時代から大正時代の大阪の浮世絵師。

## 来歴
稲野年恒の門人。赤井または川上を称し、恒茂と号している。大阪で活躍しており、主として明治32年（1899年）ころから木版の口絵を描いている。明治32年刊行の『茶の湯案内』（松室八千三作、石塚猪男臓版）、『百人一首詳解付録』（石塚猪男臓版）や明治34年（1901年）に積善館より刊行の『武士道発達史』（足立栗園作）の口絵などが知られている。ほかに、樋口隆文館から明治44年（1911年）に刊行された『其後の金忠輔』（神田伯龍作）、明治45年刊行の『女獅子』（渡辺黙禅作）、大正元年刊行の『迷ひ子　終』（伊原青々園作）の口絵を手掛けている。
同門に北野恒富らがいた。

## 参考図書
- 山田奈々子 『木版口絵総覧』文生書院、2005年